# Isaiah Washington
Isaiah Washington (Houston, Teksas, 3. kolovoza 1963.), američki je glumac. Najpoznatiji je po ulozi Prestona Burkea u TV seriji Uvod u anatomiju.

## Privatni život
Washington je na Valentinovo 1996. godine stupio u brak s Jenisom Marie Garland s kojom ima troje djece. 
Autor je knjige A Man from Another Land u kojoj je opisao svoje djetinjstvo, odrastanje, televizijsku i filmsku karijeru, ali i potragu za svojim precima. Naime, DNK analizom otkrio je kako je podrijetlom iz Sijera Leonea.
Uoči američkih predsjedničkih izbora 2020. dao je svoju podršku Donaldu Trumpu.